# Epichnellen
Epichnellen ist eine frühere Gemeinde auf dem heutigen Gebiet des Ortsteiles Förtha der Gemeinde Gerstungen im Wartburgkreis in Thüringen. Epichnellen war ab 1945 zunächst Ortsteil von Förtha und wurde mit diesem 1996 nach Marksuhl eingemeindet.

## Lage
Der Ortsteil Epichnellen befindet sich etwa vier Kilometer nordöstlich der Ortslage von Marksuhl  und  etwa 14 Kilometer  (Luftlinie) von der Kreisstadt Bad Salzungen entfernt.

## Geschichte
Epichnellen  erschien erstmals 1378 als Ebchenellen und Epchinelne, dann 1402 als Appchenelnde, 1522 als Epfigenelenn, 1527 als Epgenel, 1536 als Ebgeneln, zuletzt 1571 als Eppichen eln. Zu deuten ist dieser Name aus „obigen Ellen“, somit  „oberhalb von (Ober)ellen.“
Nördlich der Ortslage entstanden seit dem 15. Jahrhundert zahlreiche Schachtanlagen zur Förderung von Kupfererz. Die Verhüttung der Erze erfolgte zunächst an den Schmelzhütten in Stedtfeld und Neuenhof sowie Attchenbach bei Eckardtshausen. Der Bergbau wurde noch bis in die 1950er Jahre betrieben.
Epichnellen gehörte bis 1850 zum Patrimonialgericht Lauchröden. Um 1500 hatten die Herren von Reckrodt sich im Eltetal umfangreichen Grundbesitz und Einkünfte erworben. Sie saßen als Burgherren auf der nahen Brandenburg bei Lauchröden. Ab 1520 waren sie in finanziellen Nöten und mussten ihre Besitztümer in Unkeroda, Neuenhof, Epichnellen, Wolfsburg und Sättelstädt Zug um Zug an die kurfürstliche Verwaltung abtreten.
Der Ort war nach Förtha eingeschult und eingepfarrt. 1879 wurden, basierend auf der Volkszählung von 1875 erstmals statistische Angaben zum Ort publiziert. Epichnellen hatte in diesem Jahr 7 Wohnhäuser mit 43 Einwohnern. Die Größe der Flur betrug 221,2 ha, davon Höfe und Gärten 2,4 ha, Wiesen 17,6 ha, Ackerfläche 112,7 ha, Wald 69,3 ha, Teiche, Bäche  und  Flüsse  0,6 ha, auf Wege, Triften, Ödland und Obstbauplantagen entfielen 18,9 ha. Der Viehbestand des Ortes: 16 Pferde, 47 Rinder, 195 Schafe, 34 Schweine und 3 Ziegen, auch 4 Bienenstöcke.
Epichnellen wurde am 1. November 1945 nach Förtha eingemeindet und bildet mit diesem einen verschmolzenen Ortskern. Mit der Eingemeindung von Förtha nach Marksuhl im Jahr 1996 wurde Epichnellen Teil der Gemeinde Marksuhl. Diese wurde wiederum am 6. Juli 2018 nach Gerstungen eingemeindet.

## Verkehr
Epichnellen liegt an der Landesstraße 3020 Abschnitt Förtha – Wolfsburg-Unkeroda.
Zum Ort verkehrt die Buslinie L-50a auf der Strecke Eisenach – Förtha – Eckardtshausen – Gerstungen der Verkehrsgesellschaft Wartburgkreis. Unmittelbar östlich der Ortslage befindet sich der Haltepunkt Förtha der Werrabahn, welcher bis 1946 Epichnellen (Wilhelmsthal) hieß.

## Persönlichkeiten
- Ernst Sellin (1867–1946), gestorben in Epichnellen